# Fosse Mouras
La Fosse Mouras est un type de fosse d'aisance, dite vidangeuse, automatique et inodore permettant la liquéfaction des excreta par voie anaérobie inventé par un ingénieur français du nom de Jean-Louis Mouras. Elle est considérée comme la première fosse septique. Le 22 septembre 1881 le brevet d'invention 144.904 relatif à cette invention a été déposé, complété le 28 février 1882 par une demande d'un certificat d'addition au brevet d'invention. Des brevets auraient été déposés à l'étranger.

## Contexte historique
L'évacuation des déchets du métabolisme humain (excreta : urines, matières fécales), à la fin du XIXe siècle, à une époque de très forte croissance urbaine sur toute l'Europe liée à la révolution industrielle, pose de nombreux problèmes sanitaires, techniques, sociologiques.
À Londres, lors d'une visite en 1846, H. Gaultier de Claubry note que la mise en place du tout-à-l'égout pose des questions d'obstruction des ouvrages de raccordement des canalisations domestiques au réseau d'égout. Quelques années plus tard, en 1855,  Mille donne une description beaucoup plus optimiste de la situation. 
À Paris, les travaux engagés par le préfet Haussmann et l'ingénieur Eugène Belgrand vont permettre d'alimenter en quantité la capitale en eau saine provenant de plus de 100 kilomètres autour de la capitale. Parallèlement, un réseau d'égout est construit, mais il n'est initialement pas prévu que les excreta le rejoignent. 
Ceux-ci sont rassemblés dans une fosse fixe, qui doit être régulièrement vidangée. Les matières sont ensuite traitées dans les voiries, ce qui permet de les recycler et en particulier de récupérer les matières azotées pour l'agriculture et l'industrie de l'armement, avant la synthèse de l'ammonium par le procédé Haber Bosch en 1907.
L'augmentation de l'utilisation de l'eau pour les usages domestiques va amener au développement des tinettes filtrantes retenant les matières solides et laissant s'écouler les urines. 
Jusqu'au début du XXe siècle, bien après la loi de 1894 sur le tout-à-l'égout se déroulera la bataille du tout-à-l'égout, qui verra s'affronter les défenseurs du tout à l'égout d'une part et ses opposants, principalement les propriétaires d'immeubles, l'industrie du recyclage des excreta et les victimes des nuisances des rejets d'eaux usées sans traitement au milieu naturel, mais aussi des hygiénistes, qui pour des raisons sanitaires craignent la divagation dans les réseaux et à l'aval de ceux-ci  des microorganismes pathogènes.
C'est dans ce contexte que surgit en 1881 l'invention de Jean-Louis Mouras qui permet de rejeter l'ensemble des eaux usées domestiques produites (eaux noires contenant les excreta, eaux grises rassemblant les autres eaux usées domestiques, eaux pluviales), en supprimant le besoin  du service de vidange sans risquer de favoriser l'obstruction des égouts.
Contrairement à l'usage actuel des fosses septiques, la fosse Mouras n'a pas été conçue dans un objectif d'assainissement non collectif, mais comme un élément intermédiaire entre la production domestique d'eau usées et l'égout.

## La «vidangeuse automatique»
d'après le brevet 144.904 du 22 septembre 1881, complété par l'addition prise le 28 février 1882
construction de la vidangeuse (ou fosse)
La fosse peut être construite sous  toutes espèces de formes et en toute espèce de matériaux. Elle doit être parfaitement étanche voutée ou couverte de dalles. En aucun cas l'air extérieur ne doit pouvoir s'introduire et sa température doit rester constante. Elle est alimentée par un tuyau de chute et est munie d'un tuyau d'évacuation qui doivent tous les deux plonger dans le liquide de la fosse sur une hauteur de 10 à 15 centimètres. 
schéma  de la fosse
d'après le brevet 144.904 du 22 septembre 1881, complété par l'addition prise le 28 février 1882

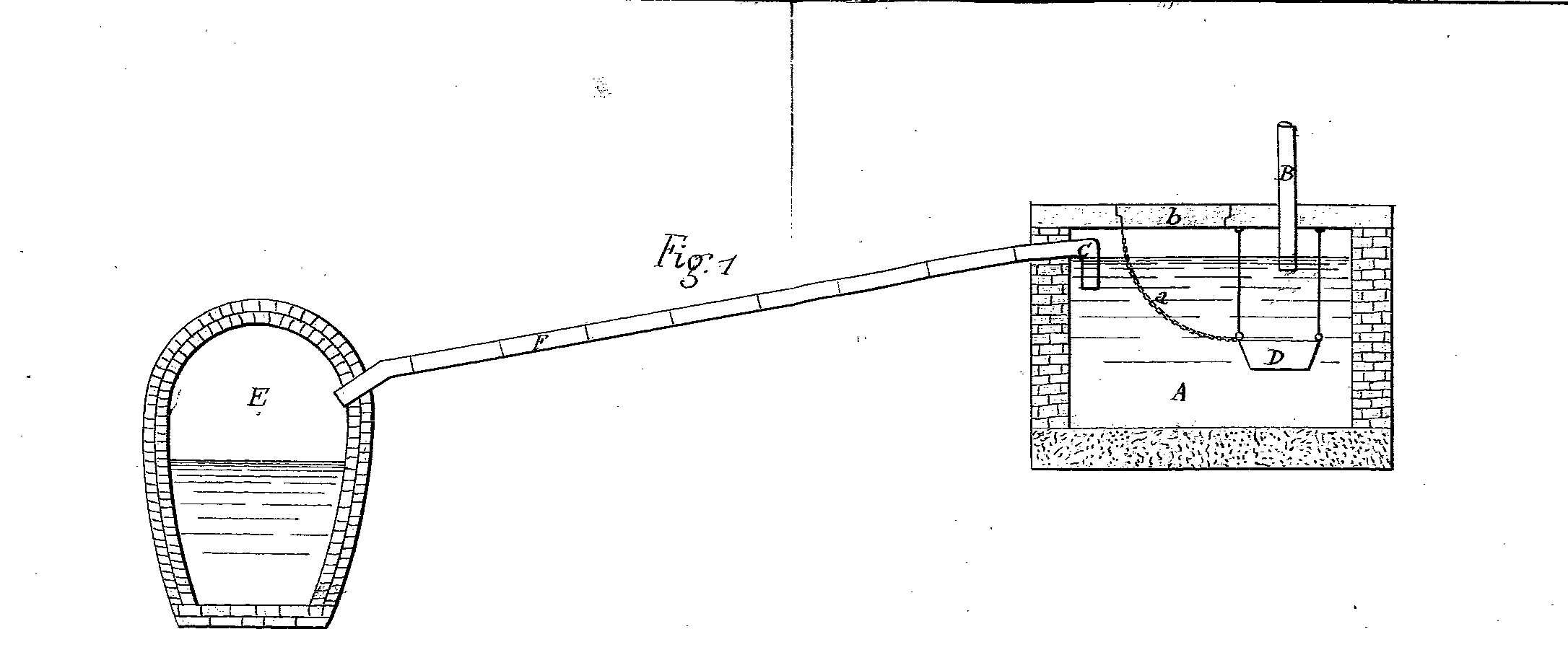
Schéma de la fosse Mouras et de son raccord à l'égout. Extrait du brevet d'invention de 15 ans de Jean-Louis Mouras, no 144.904, déposé le 22 septembre 1881 pour Le ministère de l'agriculture et du commerce « Archives INPI »

- A représente la fosse remplie d'eau ;
- B le tuyau  de chute ;
- C le tuyau d'évacuation ;
- D un panier percé qui sert à recueillir les objets lourds (assiettes cassées…) disposé au-dessus du fond de la fosse, qui peut être manœuvré pour maintenance par l'intermédiaire de la chaîne a ;
- E l'égout.

fonctionnement de la fosse
Avant le dépôt de son brevet, Jean-Louis Mouras aurait expérimenté son système à partir des années 1860. Il a pu constater sur le long terme que si le tuyau de chute laisse arriver liquides et excréta, le tuyau d'évacuation ne laisse sortir autre chose qu'une eau trouble tenant en dissolution une certaine quantité de matière provenant de la décomposition et de la  désagrégation des matières qui s'est opéré au fond de la fosse.  L'abbé Moigno effectuera des expériences sur le fonctionnement de la fosse Mouras en 1881. Il conçoit un Aquarium, vitré alimenté en eaux usées et dans lequel il peut suivre visuellement les processus qui se déroulent dans la fosse. Il constate :
- une vitesse de dissolution des matières de l’ordre d'une quinzaine de jours;
- il se forme à la surface du liquide une sorte de bouillie gluante sur quelques centimètres qui se dissout progressivement et se reforme en fonction des arrivées d'eau dans la fosse ;
- les débits tombent ensuite au fond de la fosse où ils sont dégradés ;
- cette dégradation forme une suspension floconneuse  qui se dissout peu à peu et est évacuée parallèlement aux arrivées de nouvelles eaux.

L'abbé Moigno effectue des expériences complémentaires en insérant à partir du  couvercle de la fosse un tube de verre ne plongeant pas dans le liquide, et surmonté d'une vessie. Un gonflement de celle-ci traduirait la production de gaz. Il n'observe rien de tel mais plutôt une certaine succion. Permettre l'arrivée d'air dans la fosse provoque par contre rapidement de mauvaises odeurs et  la production de gaz.

## Diffusion de la fosse Mouras
La fosse Mouras obtiendra après les deux articles de la revue Cosmos de l'abbé Moigno une certaine célébrité, à la fois au travers d'information dans des sociétés savantes et d'articles dans des revues de vulgarisation scientifique, très en vogue à la fin du XIXe siècle.
- 1882 : 
  - une communication à la société d'agriculture de Lyon qui mentionne que la question des vidanges « a été discutée par la Société d'hygiène publique...La conclusion du rapport de la Commission spéciale de quatorze membres, choisis parmi les hommes les plus compétents, a été en faveur de la vidange automatique... »[13].
  - une série de trois articles dans la science populaire[14],[15],[16].

D'autres articles détailleront des installations pionnières : 
- 1883:
  - construction des ateliers de la maison Bréguet[17].
  - expérimentation sur une réalisation au Logelbach[18].

Elle sera rapidement adoptée dans un grand nombre de  villes, avec des adaptations locales. 
Ainsi la ville de Bordeaux la modifiera pour éviter les conséquences des effets des marées sur le fonctionnement des fosses. De même, des systèmes à double cuve seront aussi conçus pour éviter qu'une remise en suspension du dépôt lors d'arrivées d'eau intenses (par exemple lors d'évènements pluvieux) ne provoque l'évacuation de matières. Imbeaux indique que la fosse Mouras a été très utilisée « à Bordeaux, Marseille et d'autres villes du midi ».
Ainsi la vidangeuse automatique et inodore est reconnue comme la première fosse septique, qui sera elle brevetée en 1895 par Donald Cameron, sous le nom de septic tank. La première édition de l'ouvrage de référence américain de Metcalf & Eddy, American sewerage practice, dont la première édition remonte à 1914, rend à Jean-Louis Mouras la paternité de l'invention.
Toutefois, ce que Jean-Louis Mouras avait conçu pour permettre la fluidification des matières fécales et leur envoi en milieu urbain dense au réseau d'égout alors en plein développement, comme le montrent les schémas de son brevet, se trouve rapidement dévoyé. Très rapidement le système est utilisé en liaison avec des puisards. Ce sera en particulier le cas à Marseille et à Bordeaux, où les réseaux sont très peu denses dans les années 1880. Il est alors supposé que les eaux sont épurées en sortie de fosse Mouras, ce qui s’avèrera être faux. 
On observera alors encore de nombreux cas de maladies hydriques (typhoïde) et des effets des épidémies de choléra (1892) alors qu'à Londres, par exemple, cette dernière épidémie ne causera pas de décès.